# Girls Aloud
Girls Aloud — британская поп-группа, сформировавшаяся в 2002 году в ходе реалити-шоу канала ITV Popstars: The Rivals. В состав входят Шерил Коул, Никола Робертс, Кимберли Уолш и Надин Койл. Группа выпустила двадцать два сингла (двадцать один из которых вошёл в первую десятку UK Singles Chart и четыре его возглавили), пять студийных альбомов, два сборника лучших хитов и два альбома ремиксов (два альбома занимали первое место в UK Albums Chart). Все альбомы Girls Aloud также были сертифицированы как платиновые в Великобритании. Группа была пятикратно номинирована на BRIT Awards и в 2009 году одержала победу в номинации «Лучший сингл» за песню «The Promise».
Girls Aloud стали одним из немногих успешных проектов реалити-шоу и скопили состояние в 25 миллионов фунтов стерлингов к маю 2009 года. В 2007 году Книга рекордов Гиннесса назвала Girls Aloud «самой успешной группой из реалити-шоу».
В 2009 году Girls Aloud решили временно приостановить совместную деятельность. В течение перерыва все пять участниц занялись сольными проектами. Воссоединение группы состоялось в 2012 году, однако через полгода она прекратила существование.
В ноябре 2023 года, после 11-летнего перерыва, группа объявила о туре воссоединения под названием «The Girls Aloud Show», который состоялся в 2024 году. 

## История

### 2002: Создание иPopstars: The Rivals
Группа Girls Aloud была образована 30 ноября 2002 года в реалити-шоу канала ITV Popstars: The Rivals. Программа показывала создание двух противоборствующих групп — «мальчишечьей» и «девичьей», каждая из которых состояла из пяти членов. Затем созданные группы конкурировали друг с другом за первое место в UK Singles Chart. Несколько тысяч человек приняли участие в кастингах по всей Великобритании в надежде стать участниками реалити-шоу. Жюри — британский продюсер Пит Уотерман, ирландский музыкальный менеджер Луис Уолш и певица Джери Халлиуэлл — выбрали десять девушек и десять юношей в качестве финалистов. Однако двое были дисквалифицированы ещё до начала шоу: Хэзэл Кэйнсуорен, которая была старше, чем того требовали правила, и Никола Уорд, отказавшаяся подписать контракт из-за низкой оплаты. Кимберли Уолш и Никола Робертс, которые не вошли в десятку финалисток, были выбраны в качестве замен Кэйнсуорен и Уорд.
В течение двух месяцев каждую субботу финалисты выходили на сцену с живыми выступлениями (девушки и юноши по очереди). Каждую неделю участник, набравший наименьшее количество голосов по результатам телефонного голосования, покидал шоу. Пять оставшихся девушек — Шерил, Никола, Надин, Кимберли и Сара, образовали группу Girls Aloud. Менеджером группы стал Луис Уолш, но в 2005 году он был заменён на Хилари Шоу.
После образования двух групп (мужская получила название One True Voice) началась борьба за первую строчку UK Singles Chart, и Girls Aloud одержали победу со своим дебютным синглом «Sound of the Underground». Сингл продержался на вершине чарта четыре недели и был сертифицирован как платиновый в марте 2003 года. «Sound of the Underground» получил положительные отзывы критиков; Алексис Петридис из The Guardian написал, что это был «поп-рекорд, который не заставляет вас хотеть причинить физический вред всем, кто над этим работал». One True Voice после окончания шоу выпустили два сингла и распались летом 2003 года.

### 2002—2003:Sound of the Underground
После успеха первого сингла Girls Aloud провели пять месяцев, записывая дебютный альбом. Альбом Sound of the Underground был закончен в апреле 2003 года и выпущен в следующем месяце, описываемый как «микс из Blondie и Bananarama с небольшой примесью Spice Girls в их лучшем проявлении». Альбом стартовал в британском чарте со второй строчки и был сертифицирован как платиновый британской ассоциацией производителей фонограмм. Второй сингл, «No Good Advice» был также выпущен в мае 2003 года и тоже достиг успеха. Третий сингл, «Life Got Cold», стартовал с третьей строчки в чарте в августе.
В ноябре 2003 года Girls Aloud выпустили кавер-версию на хит группы The Pointer Sisters «Jump». Песня стала саундтреком к фильму «Реальная любовь». Вместе с выходом сингла состоялось переиздание Sound of the Underground с изменённой обложкой и расширенным трек-листом, в который вошли три новые песни: «Jump», «You freak me out» (ставшая саундтреком к комедии «Чумовая пятница») и «Girls on Film» (кавер-версия песни Duran Duran, ранее выпущенная в качестве би-сайда сингла «Life Got Cold»). «You freak me out» должна была стать пятым синглом группы, но планы изменило начало работы над вторым альбомом.

### 2003—2005:What Will the Neighbours Say?
После короткого перерыва, в июне 2004 года Girls Aloud выпустили «The Show» — первый сингл с What Will the Neighbours Say?, второго альбома группы. Сингл стартовал со второй строчки в британском чарте. Следующий сингл, «Love Machine», также достиг второго места в сентябре 2004 года. После Girls Aloud записали кавер-версию на песню группы The Pretenders «I’ll Stand By You» в качестве официального благотворительного сингла для акции Children in Need. Песня не была положительно принята критиками, но стала вторым синглом Girls Aloud, возглавившим британский чарт.
What Will the Neighbours Say? был полностью записан и спродюсирован командой Xenomania. Альбом получил положительные отзывы критиков и стал коммерчески успешным. The Guardian описал Neighbours как «великолепный альбом: весёлый, умный, изобретательный». Stylus Magazine заявил, что «сегодня в мире нет такой поп-музыки, какую делают Girls Aloud».
Последний сингл с альбома, «Wake Me Up», был выпущен в феврале 2005 года, достиг четвёртого места в британском чарте и стал первым синглом группы, не вошедшим в тройку лучших. В начале 2005 года Girls Aloud выиграли премию журнала Glamour в номинации «Группа года» и были впервые номинированы на BRIT Awards в номинации «Лучший поп-исполнитель». В мае 2005 года Girls Aloud отправились в первый гастрольный тур What Will the Neighbours Say? Live, а в июне выпустили первый DVD — Girls on Film.

### 2005—2006:Chemistry
После завершения тура Girls Aloud начали работу над третьим студийным альбомом Chemistry. Альбом был описан как «концептуальный альбом о девушках и о том, каково быть двадцатилетней девушкой в Лондоне». The Guardian сказал, что «тексты звучат как [альбом] Parklife [группы] Blur, переписанный редакторами журнала Heat». Пиковой позицией в UK Albums Chart для Chemistry стала одиннадцатая строчка (это худший результат для Girls Aloud), несмотря на большой успех у критиков. Также Chemistry стал третьим подряд платиновым альбомом группы.
Первым синглом с третьего альбома стала песня «Long Hot Summer», записанная для саундтрека к фильму «Сумасшедшие гонки», но так в него и не вошедшая. В августе 2005 года песня прервала серию синглов Girls Aloud, входящих в топ-пять, достигнув лишь седьмой строчки. Брайан Хиггинс выразил своё неудовольствие песней: «погоня за саундтреком нарушила наш творческий настрой. Это сделало нас несчастными. Что-то должно было быть выпущено, и мы выпустили Long Hot Summer. Это было сделано в панике. Это была ужасная запись». После первого разочаровывающего сингла Хиггинс и Xenomania создали песню «Biology», о которой Хиггинс сказал: «это потрясающая песня, она много значит для нас». Второй сингл вернул Girls Aloud в топ-пять британского чарта, достигнув четвёртого места. Песня была положительно принята критиками; Питер Кэшмор из The Guardian назвал её «лучшим поп-синглом за последнее десятилетие». Несмотря на практически полное отсутствие раскрутки группы в США, в 2009 году «Biology» заняла 245 место в списке Pitchfork Media «500 лучших песен 2000-х».
Далее последовал релиз кавера на песню британской исполнительницы Dee C. Lee «See The Day», который стал самым большим радиохитом Girls Aloud со времён «Sound of the Underground», но показал худший на тот момент результат в чарте — девятое место. В феврале 2006 года группа отправилась в Австралию и Новую Зеландию для релиза «Biology» и Chemistry, однако недельный промотур не принес успеха — пиковой позицией для «Biology» в ARIA Charts стала двадцать шестая строчка. «Whole Lotta History», четвёртый и последний сингл с альбома, был выпущен в марте 2006 года и занял шестое место в UK Singles Chart.
Girls Aloud снялись в своём первом телевизионном шоу Girls Aloud: Off the Record, которое рассказывало о путешествиях девушек за границей во время продвижения альбома и сингла. В мае 2006 года Girls Aloud отправились во второй гастрольный тур по Великобритании, Chemistry Tour, и выступали для более чем 100 000 зрителей на десяти британских аренах. В том же месяце группа перешла к звукозаписывающей компании Fascination Records, саб-лейблу Polydor Records.

### 2006—2007:The Sound of Girls Aloud
В октябре 2006 года Girls Aloud выпустили свой первый сборник хитов, The Sound of Girls Aloud: Greatest Hits. Он дебютировал на первой строчке UK Albums Chart и разошёлся тиражом свыше миллиона копий. Также было доступно эксклюзивное издание альбома, содержащее бонус-диск с неизданными ранее песнями. Альбом включал новый сингл, «Something Kinda Ooooh», пиковой позицией для которого стала третья строчка. Следующим синглом стала песня «I Think We’re Alone Now», ранее исполнявшаяся Tommy James & the Shondells (в 1967) и Тиффани (в 1987). В исполнении Girls Aloud песня достигла четвёртого места UK Singles Chart и стала официальной темой для фильма «Мальчик в девочке».
Для следующего сингла Girls Aloud объединились с другим британским гёрлз-бэндом Sugababes: в дуэте был записан кавер на песню Aerosmith — «Walk This Way». Песня была выпущена в марте 2007 года в качестве официального сингла для благотворительной организации Разрядка смехом. «Walk This Way» стала третьим синглом Girls Aloud, покорившим британский чарт, и пятнадцатым подряд синглом, вошедшим в первую десятку. В мае 2007 года Girls Aloud отправились в свой третий гастрольный тур, The Sound of Girls Aloud: The Greatest Hits Tour. В рамках тура группа выступила на пятнадцати аренах Великобритании и Ирландии.

### 2007—2008:Tangled Up
Четвёртый студийный альбом Girls Aloud, Tangled Up, был выпущен в ноябре 2007 года. Альбом, названный BBC «ещё одним безжалостным поп-шедевром», получил и коммерческий, и профессиональный успех. Также Tangled Up продолжил череду платиновых альбомов группы.
Первый сингл «Sexy! No, No, No...», достигший пятой строчки в чарте, был описан как «одна из самых смелых песен, выпущенных группой» и «ещё один образец их идеальной поп-музыки: смелый, нахальный, слегка невменяемый и невероятно броский». «Call The Shots», вошедший в тройку лучших, был принят критиками ещё теплее: музыкальный журналист Питер Робинсон назвал его «лучшей поп-песней XXI века». Песня была описана как «элегантная электро-поп-баллада, достаточно сдержанная и зрелая для соперничества с группами в два раза старше их». Третий сингл, «Can’t Speak French», продолжил серию синглов в десятке лучших, достигнув девятой строчки. Франкоязычная версия вместе с треком «Hoxton Heroes», сатирической композицией на тему инди-групп, стали би-сайдами. Релиз совпал с выходом второго телевизионного шоу группы, The Passions of Girls Aloud. Также в 2008 году Girls Aloud были во второй раз номинированы на BRIT Awards как «Лучшая британская группа». В мае и июне 2008 года состоялся их четвёртый гастрольный тур — Tangled Up Tour, в рамках которого группа отыграла 34 концерта.

### 2008—2009:Out of Control
В 2008 году Girls Aloud выпустили пятый студийный альбом Out of Control. В UK Albums Chart он дебютировал на первой строчке и стал самым успешным альбомом группы, будучи сертифицирован как дважды платиновый. Заглавный сингл, «The Promise», ставший для группы четвёртым № 1 в UK Singles Chart, за первую неделю разошёлся объёмом в более чем 77 000 копий и стал самым продаваемым синглом года (на тот момент). Брайан Хиггинс описал эту песню как «тему крупнейшей девичьей группы на планете». В феврале 2009 года Girls Aloud впервые выступали на BRIT Awards, а «The Promise» победил в номинации «Лучший британский сингл». Также они были номинированы как «Лучшая британская группа», но уступили группе Elbow.
«The Loving Kind» была выпущена в качестве второго сингла. Песня, написанная Xenomania в соавторстве с Pet Shop Boys, должна была войти в их альбом Yes. Пиковой позицией для «The Loving Kind» стала десятая строчка, делая его двадцатым подряд в списке вошедших в первую десятку синглов группы. «Untouchable», «эпичная семиминутная рейв-баллада», стала третьим синглом с альбома. Песня стала первым и на данный момент единственным синглом Girls Aloud, не вошедшим в первую десятку UK Singles Chart — высшей позицией стало одиннадцатое место чарта. С апреля по июнь 2009 года группа провела свой пятый тур, Out of Control Tour. Fascination Records в поддержку тура выпустили подарочную коллекцию всех синглов Girls Aloud.

### 2009—2012: Распад группы
В начале 2009 года Girls Aloud подписали новый контракт с Fascination Records ещё на три альбома. В июле того же года Girls Aloud объявили, что берут годичный перерыв для того, чтобы заняться сольными проектами, но вернутся в студию в 2010 году для записи нового альбома. Два месяца спустя группа ненадолго приостановила перерыв, чтобы выступить на двух концертах на Уэмбли в поддержку Coldplay и Jay-Z. В марте 2010 года в ходе рекламного появления на BBC Radio 1 Шерил Коул сказала: «Последний раз, когда мы делали что-либо вместе, был тогда, когда мы поддерживали Coldplay на Уэмбли — это было в сентябре, то есть, ещё не прошло и года. Мы не говорили о чём-то ещё. Есть три альбома, которые просто ждут, чтобы быть записанными». В июне Кимберли Уолш сказала, что ожидает тура Girls Aloud в 2011 году. Однако, перерыв продолжился, выйдя за годичные рамки, о которых говорилось ранее, без признаков каких-то определённых планов к воссоединению. Помимо этого, таблоиды писали о склоках Надин Койл с остальными участницами группы, особенно Шерил Коул — но ни один слух не был подтверждён, а Койл и Коул отрицали разногласия. В августе Никола Робертс сказала, что не ожидает воссоединения Girls Aloud до 2012 года.
В ноябре Шерил Коул подтвердила, что Girls Aloud отметят свой десятилетний юбилей вместе. Надин Койл заявила позже, что дата воссоединения будет продиктована Коул из-за её успешной сольной карьеры. Кимберли Уолш объявила, что не считает окончательный распад группы возможным. Она объяснила, что они планируют воссоединение и, возможно, время от времени будут прерываться ради сольной работы, но никогда каждая из участниц не будет идти лишь своим путём.

### 2012—2013: Краткосрочное воссоединение
После трёхлетнего перерыва группа воссоединилась для совместного празднования десятилетнего юбилея. 18 ноября был выпущен новый сингл «Something New», а на 26 ноября был намечен выход второго сборника лучших хитов — Ten. В 2013 году Girls Aloud отправились в гастрольный тур в поддержку альбома. Однако, через полгода после воссоединения, сразу по окончании гастролей, группа объявила о прекращении своего существования. Заявление было сделано через официальный твиттер коллектива. В сообщении, опубликованном 20 марта 2013 года после концерта в Ливерпуле, участницы подтвердили, что это выступление стало последним в их карьере, и после него группу Girls Aloud можно считать расформированной. Солистки также поблагодарили поклонников за поддержку в течение последних гастролей: «Надеемся, что всегда будем давать вам вдохновение и служить напоминанием о том, что мечты действительно сверкают», — сказано в заключении заявления.

### Другие музыкальные проекты
В 2007 году Girls Aloud появились на сборнике Radio 1 Established 1967, посвящённом сорокалетнему юбилею BBC Radio 1, с кавером на песню «Teenage Dirtbag» группы Wheatus. Также Girls Aloud записали бэк-вокал для кавера Franz Ferdinand на песню Дэвида Боуи «Sound and Vision». В дополнение к этим появлениям Girls Aloud записали две песни для саундтрека к фильму «Одноклассницы» («Theme to St. Trinian’s» и «On My Way to Satisfaction»). Также они сами появились в фильме в роли школьной группы. Саундтрек был выпущен 10 декабря 2007 года, а 6 января 2008 года «Theme to St. Trinian’s» стала первой песней Girls Aloud, вошедшей в UK Singles Chart без каких-либо планов на физический релиз — пиковой позицией стало 51 место.
В 2009 году Girls Aloud записали бэк-вокал для песни норвежской поп-певицы Энни «My Love is Better» с её второго альбома «Don’t Stop». Было сообщено, что Брайан Хиггинс, работающий и с Girls Aloud, и с Энни, не спросил разрешения у группы, и это расстроило девушек. Однако, Энни в интервью заявила: «Girls Aloud были в соседней студии, записывали „Can't Speak French“, и нам понадобился бэк-вокал. Брайан спросил их, не хотят ли они помочь. Они были только рады и пришли в мою студию; это было очень весело». Также Энни объяснила, что желание Girls Aloud удалить песню с альбома Энни диктовалось тем, что так захотела их звукозаписывающая компания. «Это немного стыдно, но не так драматично, как говорилось в газетах», добавила она.

## Прочие занятия

### Кино и телевидение
В 2005 году Girls Aloud сняли документальный фильм Girls Aloud: Home Truths для канала ITV2, в котором рассказывалось о первом туре группы, о релизе сингла «Long Hot Summer» и записи третьего альбома Chemistry. Успех фильма привёл к съёмкам Girls Aloud: Off the Record, шестисерийного документального сериала для канала E4. Первый показ шоу состоялся 11 апреля 2006 года. Сериал был снят во время эры альбома Chemistry и был сосредоточен на рекламной деятельности группы, включая съёмки видеоклипа на песню «Biology». Также сериал рассказывал о путешествиях Girls Aloud за границу — в Грецию, Австралию, Париж, Шанхай. DVD с сериалом был выпущен 4 сентября 2006 года. В конце того же года Girls Aloud (без Надин Койл) появились в шоу Ghosthunting With…, в котором ведущая Иветт Филдинг провела их по местам, населённым привидениями.
В 2007 году было снято новое телевизионное шоу с участием Girls Aloud — The Passions of Girls Aloud, рассказывающее об увлечениях участниц группы помимо занятий музыкой. Надин Койл не принимала участия в шоу, объяснив это тем, что боссы программы отказали ей в желании провести благотворительную деятельность. Шоу было показано с 14 марта по 4 апреля 2008 года.
Также в 2008 году Girls Aloud появились в шоу The Girls Aloud Party, которое было показано 13 декабря. Девушки выступали со своими крупнейшими хитами и представили новый сингл, а также беседовали с представителями шоу-бизнеса и показывали комические зарисовки.

### Товары и спонсорские контракты
В 2005 году Girls Aloud сотрудничали с Mattel для создания кукол Барби, повторяющих внешний вид каждой из участниц. В дополнение к DVD с выступлениями и телевизионными шоу, Girls Aloud выпустили Style и Girls on Film. Официальные календари выпускались каждый год с 2004 по 2009 (исключением стал 2005 год). В 2008 году Girls Aloud стали соавторами автобиографической книги «Dreams That Glitter — Our Story». Книга, название которой взято из песни «Call the Shots», была выпущена в октябре 2008 года издательством Bantam Press.
В 2007 году Girls Aloud подписали годовой контракт с брендом Sunsilk. Девушки появлялись в телевизионной рекламе и на страницах журналов; пять участниц были лицом пяти различных шампуней. В том же году Girls Aloud подписали контракт с британским представительством Samsung; они рекламировали мобильные телефоны и MP3-плееры, появлялись на мероприятиях Samsung, участвовали в конкурсах. В 2008 году Girls Aloud появились в телевизионной рекламе Nintendo DS. Также девушки рекламировали шоколадные батончики KitKat — это привело к увеличению объёма продаж по Великобритании на 6,8 %.

### Благотворительность
Все пять участниц группы активно ведут благотворительную деятельность. Кавер Girls Aloud на песню группы The Pretenders «I’ll Stand By You» был выпущен в качестве официального благотворительного сингла для акции Children in Need; все вырученные от продаж средства пошли на благотворительные цели. Кавер на песню группы Aerosmith «Walk This Way» в дуэте с Sugababes был выпущен в марте 2007 года в качестве официального сингла для благотворительной организации Разрядка смехом. Кимберли Уолш сказала: "Это фантастическая песня, и я надеюсь, что она сможет заработать много денег для людей, живущих в по-настоящему сложных ситуациях, здесь и в Африке. В марте 2009 года Шерил Коул и Кимберли Уолш вместе с другими знаменитостями совершили подъём на гору Килиманджаро в помощь Разрядке смехом. Также между 3 февраля и 23 марта 2009 года Коул, Уолш и другие знаменитости зарабатывали деньги для Разрядки смехом, предоставив свои голоса для британской Службы точного времени. Уолш также является благотворительным послом для организации Breast Cancer Haven; в 2008 году она пожертвовала в центр борьбы с раком молочной железы более двух миллионов фунтов стерлингов. В феврале 2011 года Шерил Коул открыла собственный благотворительный фонд в сотрудничестве с организацией The Prince’s Trust.

## Культурное влияние
Дебютный сингл Girls Aloud, «Sound of the Underground», и другая песня производства Xenomania, «Round Round» группы Sugababes, были названы «двумя огромными новаторскими хитами». The Daily Telegraph поставила песню на 15 место в списке «100 песен, определивших 2000-е», а NME — на 39 место в списке лучших песен десятилетия. Spinner.com назвал «Sound of the Underground» восьмой лучшей британской песней 2000-х. В 2009 году The Times поставила Tangled Up на 62 место в списке лучших поп-альбомов десятилетия, а Daily Mail назвала этот альбом двадцатым лучшим альбомом десятилетия. The Times заметила: «Со времён ABBA и Майкла Джексона не было такой чистой поп-музыки, которую бы настолько единодушно хвалили».
Girls Aloud также являются одним из немногих проектов реалити-шоу, сумевших продолжить успех и достичь долголетия. По данным The Times, Girls Aloud стали самыми богатыми «реалити-знаменитостями» в Великобритании, заработав состояние в 25 миллионов фунтов стерлингов к маю 2009 года. Это цифра была увеличена до 30 миллионов после появления Шерил Коул на шоу The X Factor в следующем году. Все пять участниц группы были включены в список богатейших знаменитостей Великобритании до 30 лет. Обзоры на дебютный альбом группы отмечали высокое качество альбома по сравнению с материалом других участников реалити-шоу.
Звёздными поклонниками Girls Aloud являются Jonas Brothers, Мэтт Хелдерс из Arctic Monkeys, Дафф Маккаган, Габриэлла Чилми, Ноэл Галлахер и Нил Теннант. Фронтмен U2 Боно сказал о Girls Aloud: «Они отличная группа и заслуживают быть в центре внимания». Крис Мартин из группы Coldplay также сказал, что является фанатом Girls Aloud и назвал их «высшей формой жизни». Бывшие участницы Spice Girls Эмма Бантон и Джери Халлиуэлл тоже входят в список звёздных поклонников Girls Aloud. Кавер-версии на песни Girls Aloud были сделаны, среди прочих, такими группами как Arctic Monkeys, Coldplay и Bloc Party.

## Сольные карьеры
В 2008 году Шерил Коул заменила Шэрон Осборн в жюри музыкального шоу The X Factor. Вскоре после этого средства массовой информации окрестили Шерил «новой возлюблённой нации». Шерил выпустила три сольных альбома: трижды платиновый 3 Words (2009) и последовавший за ним Messy Little Raindrops (2010); оба альбома дебютировали на первой строчке в UK Albums Chart. В 2011 году она выпустила третий альбом, «A Million Lights», который занял вторую строчку UK Albums Charts. Также она выпустила семь синглов, три из которых — «Fight for This Love», «Promise This» и «Call My Name» — возглавляли UK Singles Chart. Последний стал самым быстро продаваемым синглом в истории чартов Великобритании. «Fight for This Love» также был номинирован на BRIT Awards как «Лучший британский сингл» в 2010 году.
Надин Койл также работала над сольным материалом. В сентябре 2010 года Надин объявила о том, что выход её дебютного сольного альбома Insatiable, над которым она работала больше года, запланирован на 8 ноября. Релизу альбома предшествовал выход одноимённого сингла, для которого высшей позицией в чарте стало 26 место. Альбом разошёлся объёмом в 5 000 копий в первую неделю и занял 47 место UK Albums Chart.
Кимберли Уолш нашла успех в работе на телевидении. Она была в составе жюри благотворительного шоу Let’s Dance for Sport Relief, а также вела красную дорожку BAFTA для MTV, шоу The 5 O’Clock Show для Channel 4, и шоу Suck my pop для канала Viva. Помимо этого, Кимберли ведёт еженедельную колонку в журнале OK! и является лицом брендов New Look и Schwarzkopf. В январе Кимберли в качестве приглашённого исполнителя появилась на треке рэп-исполнителя Аггро Сантоса «Like U Like», для которого высшей позицией в UK Singles Chart стало восьмое место. В 2013 году Кимберли выпустила дебютный альбом «Centre Stage», который попал в двадцатку чарта лучших альбомов Британии.
Никола Робертс создала собственную линию косметики Danity Doll, ориентированную на людей с бледной кожей. Изначально линия была создана в ходе съёмок The Passions of Girls Aloud, но в 2010 году Никола расширила и перезапустила её. Также Робертс работала над созданием документального фильма о вреде загара для BBC Three; фильм был назван Nicola Roberts: The Truth About Tanning. В декабре 2010 года Никола заключила сольный контракт с Universal. Её дебютный сингл «Beat of my Drum» был выпущен 5 июня 2011 года и достиг 27 места в чарте. 26 сентября состоялся релиз дебютного сольного альбома Николы Cinderella’s Eyes.
Сара Хардинг во время перерыва предпочла сосредоточиться на актёрской карьере. Она снялась в фильме Bad Day в роли Джейд Дженнингс и в телефильме BBC Freefall в роли Сэм. После этого Сара получила одну из главных ролей в полнометражном фильме «Одноклассницы 2: Легенда о золоте Фриттона», она сыграла персонажа по имени Рокси, а также записала три песни для саундтрека к фильму.

## Дискография
Студийные альбомы
- 2003 — Sound of The Underground
- 2004 — What Will the Neighbours Say?
- 2005 — Chemistry
- 2007 — Tangled Up
- 2008 — Out of Control

Компиляционные альбомы
- 2006 — The Sound of Girls Aloud: Greatest Hits
- 2012 — Ten